# Index der menschlichen Entwicklung
| ≥ 0,900 0,850–0,899 0,800–0,849 0,750–0,799 | 0,700–0,749 0,650–0,699 0,600–0,649 0,550–0,599 | 0,500–0,549 0,450–0,499 0,400–0,449 ≤ 0,399 keine Daten |

| 0,800–1,000 (sehr hoch) 0,700–0,799 (hoch) 0,550–0,699 (mittel) | 0,350–0,549 (niedrig) Daten nicht verfügbar |

2023: HDI-Weltkarte, detailliert (Mai 2025)

2022: HDI-Weltkarte, Gruppen (März 2024)

Der Index der menschlichen Entwicklung (englisch Human Development Index, abgekürzt HDI) der Vereinten Nationen ist ein Indikator für Staaten, der auch als Wohlstandsindikator bezeichnet wird. Der HDI wird seit 1990 im jährlich erscheinenden Bericht über die menschliche Entwicklung (englisch Human Development Report) des Entwicklungsprogramms der Vereinten Nationen (UNDP) veröffentlicht.
Der HDI berücksichtigt nicht nur das Bruttonationaleinkommen pro Kopf, sondern auch die Lebenserwartung und die Dauer der Ausbildung anhand der Anzahl absolvierter Schuljahre einer 25-jährigen Person sowie der voraussichtlichen Dauer der Ausbildung eines Kindes im Einschulungsalter. Der HDI wurde im Wesentlichen von dem pakistanischen Ökonomen Mahbub ul Haq entwickelt, der eng mit dem indischen Ökonomen Amartya Sen sowie dem britischen Wirtschaftswissenschaftler und Politiker Meghnad Desai zusammenarbeitete.
Als Zusatz veröffentlicht das UNDP jedes Jahr den ungleichheitsbereinigten Index der menschlichen Entwicklung (IHDI: Inequality-adjusted Human Development Index). Dieser ergänzende Index ist ein Maß für menschliche Entwicklung, das auch die Ungleichheit in Bildung, Gesundheit und Einkommen berücksichtigt.

## Geschichte

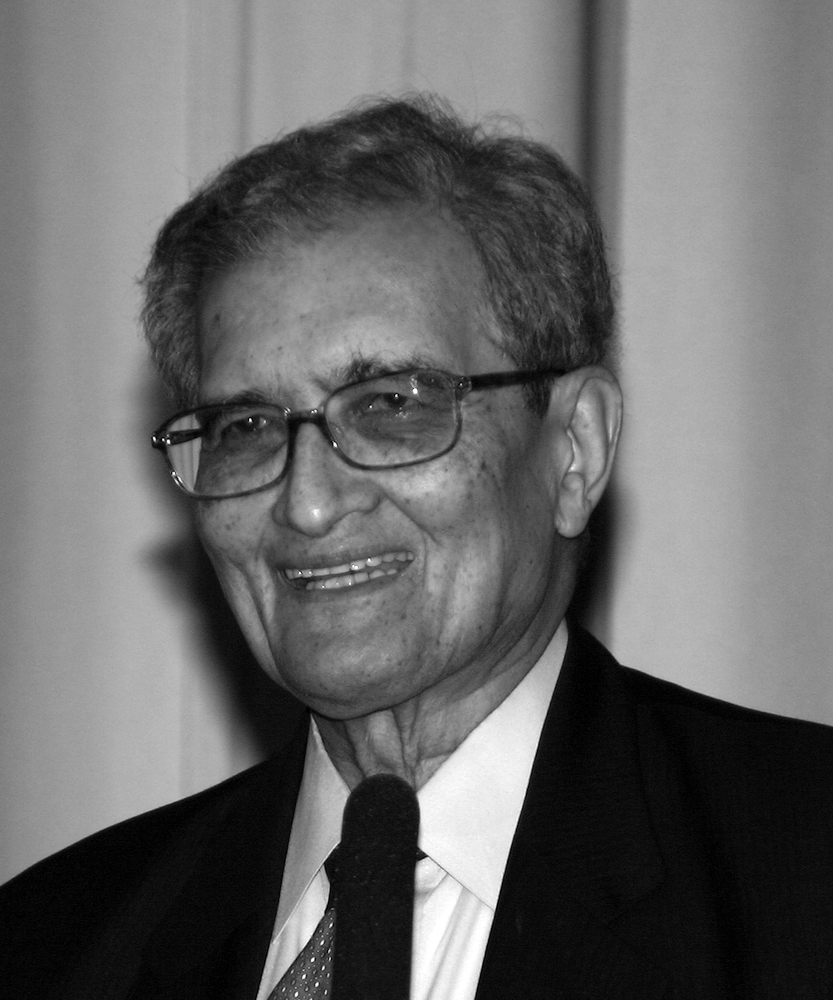
Amartya Sen (* 1933), indischer Wirtschaftswissenschaftler (Foto: 2007)

Die grundlegende Motivation für die Entwicklung des Index der menschlichen Entwicklung 1990 war nach dem indischen Wirtschaftswissenschaftler Amartya Sen die mangelnde Aussagekraft vorheriger Messinstrumente (etwa Beurteilung der Entwicklung nach dem Bruttoinlandsprodukt). Der HDI sollte eine Messung des Entwicklungsstandes ermöglichen, die eher den Bedürfnissen der Menschen entspricht und so viele Aspekte der Entwicklung berücksichtigt, als es einem relativ simplen Index möglich ist. Mahbub ul Haq, einer der Erfinder des HDI, führte dazu aus, dass Entwicklung die Möglichkeiten der Menschen vergrößern solle. Zu den Entwicklungszielen gehören deswegen beispielsweise auch Werte wie Ernährung, Gesundheit, Bildung, Freizeit sowie Möglichkeiten der Mitbestimmung der Menschen.
In der Einleitung des ersten Human Development Reports von 1990 hieß es zu dessen Ziel:

“People are the real wealth of a nation. The basic objective of development is to create an enabling environment for people to enjoy long, healthy and creative lives. This may appear to be a simple truth. But it is often forgotten in the immediate concern with the accumulation of commodities and financial wealth.”

„Menschen sind der wahre Reichtum eines Landes. Das grundlegende Ziel von Entwicklung ist es, eine Umgebung zu schaffen, in der Menschen ein langes, gesundes und kreatives Leben genießen können. Das mag wie eine einfache Wahrheit erscheinen, gerät jedoch häufig in Vergessenheit hinter dem Anliegen der Anhäufung materieller Güter und finanziellen Reichtums.“

## Berechnungsmethode

### Seit 2010 (NHDI)
Ab dem Bericht über die menschliche Entwicklung 2010 werden die drei Dimensionen folgendermaßen berechnet:
1. Lebenserwartungs-Index: {\displaystyle {\text{LEI}}={\dfrac {{\text{LE}}-20}{85{,}0-20}}}
2. Bildungs-Index: {\displaystyle {\text{BI}}={\dfrac {{\text{DSDI}}+{\text{VSDI}}}{2}}}
2.1. Durchschnittliche-Schulbesuchsdauer-Index: {\displaystyle {\text{DSDI}}={\dfrac {{\text{DSD}}-0}{15{,}0-0}}}
2.2. Voraussichtliche-Schulbesuchsdauer-Index: {\displaystyle {\text{VSDI}}={\dfrac {{\text{VSD}}-0}{18{,}0-0}}}
3. Einkommensindex: {\displaystyle {\text{EI}}={\dfrac {\ln({\text{BNEpk}})-\ln(100)}{\ln(75000)-\ln(100)}}}

Zum Schluss wird der HDI als geometrisches Mittel aus den drei Dimensionen errechnet: {\displaystyle {\text{HDI}}={\sqrt[{3}]{{\text{LEI}}\cdot {\text{BI}}\cdot {\text{EI}}}}.}
Die minimalen und die maximalen Werte (Zielwerte) dienen zur Normalisierung der Teilindizes im Wertebereich [0;1].
| Indikator | Indikator | Minimum | beobachtetes Maximum (limitiert auf) |
| --------- | --- | ------- | ------------------------------------ |
| LE        | Lebenserwartung bei Geburt | 20,0    | 85,0                                 |
| DSD       | Durchschnittliche Dauer des Schulbesuchs (Anzahl der Jahre, während deren eine mindestens 25-jährige Person zur Schule gegangen ist) | 0       | 15,0                                 |
| VSD       | Voraussichtliche Dauer des Schulbesuchs (Anzahl der Jahre, während deren ein 5-jähriges Kind voraussichtlich zur Schule gehen wird)  | 0       | 18,0                                 |
| BNEpk     | Bruttonationaleinkommen pro Kopf (kaufkraftbereinigt, in US$)                                                                        | 100     | 75.000                               |
Zur Unterscheidung von der ursprünglichen Methode wird der nach dieser Methode bestimmte Index teilweise auch New Human Development Index (NHDI) genannt.

### 2009 und 2010

HDI-Trend zwischen 1980 und 2011
Arabische Staaten
Europa und Zentralasien
Lateinamerika und Karibik
Ostasien und Pazifik
Südasien
Subsahara-Afrika

Der Faktor der Lebenserwartung gilt als Indikator für Gesundheitsfürsorge, Ernährung und Hygiene; das Bildungsniveau steht, ebenso wie das Einkommen, für erworbene Kenntnisse und die Teilhabe am öffentlichen und politischen Leben für einen angemessenen Lebensstandard.
Es existieren drei Hauptindizes, wobei die Bildung in drei Unterindizes aufgespalten ist:
| Teilindex                                                         | Grenzwert             | Grenzwert                |
| Teilindex                                                         | unterer (min)         | oberer (max)             |
| ----------------------------------------------------------------- | --------------------- | ------------------------ |
| A0 – Lebenserwartung bei der Geburt                               | 20 Jahre (fixer Wert) | 83,4 Jahre (Japan, 2011) |
| B1 – Erfolgte Schulbildung (Mittelwert in Anzahl Jahren)          | 0                     | 13,1 (Tschechien, 2005)  |
| B2 – Erwartete gesamte Ausbildung (Mittelwert in Anzahl Jahren)   | 0                     | 18,0 (fixer Wert)        |
| B3 – Kombinierter Bildungsindex                                   | 0                     | 0,978 (Neuseeland, 2010) |
| C0 – Bruttonationaleinkommen (BNE) pro Einwohner in KKP US-Dollar | 100 (fixer Wert)      | 107.721 (Katar, 2011)    |

Die Grenzwerte sind diejenigen Minima und Maxima, die jemals von einem Land erreicht wurden.
Die Indizes I für A, B1 und B2 errechnen sich nun zu
{\displaystyle I_{\text{Teilindex}}={\dfrac {{\text{Wert}}-{\text{Teilindex}}_{\text{min}}}{{\text{Teilindex}}_{\text{max}}-{\text{Teilindex}}_{\text{min}}}}}
Der Bildungsindex B berechnet sich zu
{\displaystyle B={\frac {\sqrt {I_{B1}\cdot I_{B2}}}{B3_{\text{max}}}}}
Der Einkommensindex Z berechnet sich zu
{\displaystyle Z={\frac {\ln(C)-\ln(C_{\text{min}})}{\ln(C_{\text{max}})-\ln(C_{\text{min}})}}}
Daraus berechnet sich der HDI zu
{\displaystyle {\text{HDI}}={\sqrt[{3}]{I_{A}\cdot B\cdot Z}}}
Daraus ergibt sich, dass der HDI Werte zwischen Null und Eins annimmt.
Die UNDP unterteilt die Länder nach dem HDI-Wert seit 2009 in vier Entwicklungskategorien:
- HDI ≥ 0,800: Länder mit sehr hoher menschlicher Entwicklung
- HDI ≥ 0,700: Länder mit hoher menschlicher Entwicklung
- HDI ≥ 0,550: Länder mit mittlerer menschlicher Entwicklung
- HDI < 0,549: Länder mit geringer menschlicher Entwicklung

### Vor 2009
| Teilindex                            | Grenzwert | Grenzwert   | Anteil am Teilindex |
| Teilindex                            | unterer   | oberer      | Anteil am Teilindex |
| ------------------------------------ | --------- | ----------- | ------------------- |
| A0 – Lebenserwartung bei der Geburt  | 25 Jahre  | 85 Jahre    | 100 %               |
| B1 – Alphabetenquote der Erwachsenen | 0 %       | 100 %       | 66,67 %             |
| B2 – Brutto-Schuleinschreibungsrate  | 0 %       | 100 %       | 33,33 %             |
| C0 – Reale Kaufkraft je Einwohner    | 100 US-$  | 40.000 US-$ | 100 %               |

Die Berechnungsmethode vor 2009 unterscheidet sich maßgeblich von der aktuellen. So wurde im alten HDI für den Teilindex B auch die Alphabetisierungsrate der Erwachsenen mit zwei Dritteln Gewichtung gezählt und die kombinierte primäre, sekundäre und tertiäre Bruttoeinschulungsquote mit einem Drittel der Gewichtung.
Da man Schulen und Lehrkraftqualifikationen in Entwicklungsländern jedoch nicht mit denen in Industrieländern gleichsetzen kann, wurde der Index zugunsten der reinen Schuldauer und erwarteten Ausbildungszeit neu geschaffen.

## Kritik
Die Aussagekraft des HDI wird kontrovers diskutiert. Streitpunkt ist etwa die Gewichtung der Aspekte der menschlichen Entwicklung, wobei unterschiedliche Beurteilungen darüber herrschen, welche Aspekte einzubeziehen sind und wie hoch diese beurteilt werden sollten.
Die Konstruktion des HDI wurde in den vergangenen Jahren mehrfach verändert (beispielsweise bei der Behandlung des Einkommens oder der Modifikation von Ober- und Untergrenzen). Daraus resultiert ebenfalls eine eingeschränkte Vergleichbarkeit der Daten über die Jahre.
Der HDI wird aus Gründen der Redundanz kritisiert, da die im HDI festgehaltenen Indikatoren sehr stark mit dem Bruttonationaleinkommen pro Kopf korrelieren.
Der HDI wird auch dafür kritisiert, keine ökologischen Faktoren zu berücksichtigen. Nach Angaben des World Wide Fund For Nature (WWF) haben aktuell Länder mit einer sehr hohen menschlichen Entwicklung einen besonders großen ökologischen Fußabdruck. Die Organisation geht davon aus, dass gegenwärtig kein einziges Land die Bedingungen eines angemessenen Lebensstandards und die eines erdverträglichen ökologischen Fußabdrucks erfülle. Da ein intaktes Ökosystem als Grundlage für menschliches Wohlergehen und eine hohe Lebenserwartung gesehen werden könne, sollte nach Auffassung des WWF der ökologische Fußabdruck als Faktor des HDI berücksichtigt werden.

## Index der menschlichen Entwicklung 2023 – Rangliste
Die Rangliste des HDI 2023 wurde im Rahmen des HDR 2025 am 6. Mai 2025 veröffentlicht.

### Sehr hohe menschliche Entwicklung
| Rang 2023 | Änderung zu 2022 | Land oder Gebiet             | HDI 2023 | Änderung zu 2022 |
| --------- | ---------------- | ---------------------------- | -------- | ---------------- |
| 1         | ▲ (2)            | Island                       | 0,972    | ▲ 0,013          |
| 2         | ▬                | Norwegen                     | 0,970    | ▲ 0,004          |
| 2         | ▼ (1)            | Schweiz                      | 0,970    | ▲ 0,011          |
| 4         | ▲ (1)            | Dänemark                     | 0,962    | ▲ 0,010          |
| 5         | ▲ (2)            | Deutschland                  | 0,959    | ▲ 0,009          |
| 5         | ▲ (1)            | Schweden                     | 0,959    | ▲ 0,007          |
| 7         | ▲ (3)            | Australien                   | 0,958    | ▲ 0,012          |
| 8         | ▼ (4)            | Hongkong                     | 0,955    | ▼ 0,001          |
| 8         | ▲ (2)            | Niederlande                  | 0,955    | ▲ 0,009          |
| 10        | ▲ (2)            | Belgien                      | 0,951    | ▲ 0,009          |
| 11        | ▼ (3)            | Irland                       | 0,949    | ▼ 0,001          |
| 12        | ▬                | Finnland                     | 0,948    | ▲ 0,006          |
| 13        | ▼ (4)            | Singapur                     | 0,946    | ▼ 0,003          |
| 13        | ▲ (2)            | Vereinigtes Königreich       | 0,946    | ▲ 0,006          |
| 15        | ▲ (2)            | Vereinigte Arabische Emirate | 0,94     | ▲ 0,003          |
| 16        | ▲ (2)            | Kanada                       | 0,939    | ▲ 0,004          |
| 17        | ▼ (5)            | Liechtenstein                | 0,938    | ▼ 0,004          |
| 17        | ▼ (1)            | Neuseeland                   | 0,938    | ▼ 0,001          |
| 17        | ▲ (3)            | Vereinigte Staaten           | 0,938    | ▲ 0,009          |
| 20        | ▼ (1)            | Südkorea                     | 0,937    | ▲ 0,008          |
| 21        | ▲ (1)            | Slowenien                    | 0,931    | ▲ 0,005          |
| 22        | ▬                | Österreich                   | 0,93     | ▲ 0,004          |
| 23        | ▲ (1)            | Japan                        | 0,925    | ▲ 0,005          |
| 24        | ▲ (1)            | Malta                        | 0,924    | ▲ 0,009          |
| 25        | ▼ (5)            | Luxemburg                    | 0,922    | ▼ 0,005          |
| 26        | ▲ (2)            | Frankreich                   | 0,920    | ▲ 0,01           |
| 27        | ▼ (2)            | Israel                       | 0,919    | ▲ 0,004          |
| 28        | ▼ (1)            | Spanien                      | 0,918    | ▲ 0,006          |
| 29        | ▲ (3)            | Tschechien                   | 0,915    | ▲ 0,02           |
| 29        | ▲ (1)            | Italien                      | 0,915    | ▲ 0,009          |
| 29        | ▲ (13)           | San Marino                   | 0,915    | ▲ 0,048          |
| 32        | ▲ (3)            | Andorra                      | 0,913    | ▲ 0,006          |
| 32        | ▼ (3)            | Zypern                       | 0,913    | ▲ 0,006          |
| 34        | ▼ (1)            | Griechenland                 | 0,908    | ▲ 0,015          |
| 35        | ▲ (1)            | Polen                        | 0,906    | ▲ 0,025          |
| 36        | ▼ (5)            | Estland                      | 0,905    | ▲ 0,006          |
| 37        | ▲ (3)            | Saudi-Arabien                | 0,9      | ▲ 0,025          |
| 38        | ▼ (4)            | Bahrain                      | 0,899    | ▲ 0,011          |
| 39        | ▼ (2)            | Litauen                      | 0,895    | ▲ 0,016          |
| 40        | ▲ (2)            | Portugal                     | 0,89     | ▲ 0,016          |
| 41        | ▼ (2)            | Kroatien                     | 0,889    | ▲ 0,011          |
| 41        | ▼ (4)            | Lettland                     | 0,889    | ▲ 0,01           |
| 43        | ▼ (3)            | Katar                        | 0,886    | ▲ 0,011          |
| 44        | ▲ (1)            | Slowakei                     | 0,88     | ▲ 0,025          |
| 45        | ▼ (1)            | Chile                        | 0,878    | ▲ 0,018          |
| 46        | ▲ (1)            | Ungarn                       | 0,870    | ▲ 0,019          |
| 47        | ▲ (1)            | Argentinien                  | 0,865    | ▲ 0,016          |
| 48        | ▲ (2)            | Montenegro                   | 0,862    | ▲ 0,013          |
| 48        | ▲ (4)            | Uruguay                      | 0,862    | ▲ 0,032          |
| 50        | ▲ (8)            | Oman                         | 0,858    | ▲ 0,039          |
| 51        | ▼ (6)            | Türkei                       | 0,853    | ▼ 0,002          |
| 52        | ▼ (3)            | Kuwait                       | 0,852    | ▲ 0,005          |
| 53        | ▲ (1)            | Antigua und Barbuda          | 0,851    | ▲ 0,025          |
| 54        | ▲ (13)           | Seychellen                   | 0,848    | ▲ 0,046          |
| 55        | ▲ (15)           | Bulgarien                    | 0,845    | ▲ 0,046          |
| 55        | ▼ (2)            | Rumänien                     | 0,845    | ▲ 0,018          |
| 57        | ▲ (3)            | Georgien                     | 0,844    | ▲ 0,03           |
| 58        | ▼ (7)            | St. Kitts und Nevis          | 0,84     | ▲ 0,002          |
| 59        | ▼ (1)            | Panama                       | 0,839    | ▲ 0,003          |
| 60        | ▼ (3)            | Brunei                       | 0,837    | ▲ 0,014          |
| 60        | ▲ (7)            | Kasachstan                   | 0,837    | ▲ 0,035          |
| 62        | ▲ (2)            | Costa Rica                   | 0,833    | ▲ 0,027          |
| 62        | ▲ (3)            | Serbien                      | 0,833    | ▲ 0,028          |
| 64        | ▼ (8)            | Russland                     | 0,832    | ▲ 0,011          |
| 65        | ▲ (4)            | Belarus                      | 0,824    | ▲ 0,023          |
| 66        | ▼ (9)            | Bahamas                      | 0,820    | ▬ 0,000          |
| 67        | ▼ (4)            | Malaysia                     | 0,819    | ▲ 0,012          |
| 68        | ▲ (15)           | Nordmazedonien               | 0,815    | ▲ 0,05           |
| 69        | ▲ (7)            | Armenien                     | 0,811    | ▲ 0,025          |
| 69        | ▼ (7)            | Barbados                     | 0,811    | ▲ 0,002          |
| 71        | ▲ (4)            | Albanien                     | 0,81     | ▲ 0,021          |
| 72        | ▼ (12)           | Trinidad und Tobago          | 0,807    | ▼ 0,007          |
| 73        | ▼ (1)            | Mauritius                    | 0,806    | ▲ 0,01           |
| 74        | ▲ (6)            | Bosnien und Herzegowina      | 0,804    | ▲ 0,025          |

### Hohe menschliche Entwicklung
| Rang 2023 | Änderung zu 2022 | Land oder Gebiet               | HDI 2023 | Änderung zu 2022 |
| --------- | ---------------- | ------------------------------ | -------- | ---------------- |
| 75        | ▲ (3)            | Iran                           | 0,799    | ▲ 0,019          |
| 76        | ▲ (5)            | St. Vincent und die Grenadinen | 0,798    | ▲ 0,026          |
| 76        | ▼ (10)           | Thailand                       | 0,798    | ▼ 0,005          |
| 78        | ▼ (3)            | Volksrepublik China            | 0,797    | ▲ 0,009          |
| 79        | ▲ (8)            | Peru                           | 0,794    | ▲ 0,032          |
| 80        | ▼ (7)            | Grenada                        | 0,791    | ▼ 0,002          |
| 81        | ▲ (8)            | Aserbaidschan                  | 0,789    | ▲ 0,029          |
| 81        | ▼ (4)            | Mexiko                         | 0,789    | ▲ 0,008          |
| 83        | ▲ (8)            | Kolumbien                      | 0,788    | ▲ 0,03           |
| 84        | ▲ (5)            | Brasilien                      | 0,786    | ▲ 0,026          |
| 84        | ▼ (13)           | Palau                          | 0,786    | ▼ 0,011          |
| 86        | ▬                | Moldau                         | 0,785    | ▲ 0,022          |
| 87        | ▲ (13)           | Ukraine                        | 0,779    | ▲ 0,045          |
| 88        | ▼ (5)            | Ecuador                        | 0,777    | ▲ 0,012          |
| 89        | ▼ (7)            | Dominikanische Republik        | 0,776    | ▲ 0,01           |
| 89        | ▲ (6)            | Guyana                         | 0,776    | ▲ 0,034          |
| 89        | ▼ (11)           | Sri Lanka                      | 0,776    | ▼ 0,004          |
| 92        | ▲ (6)            | Tonga                          | 0,769    | ▲ 0,03           |
| 93        | ▼ (6)            | Malediven                      | 0,766    | ▲ 0,004          |
| 93        | ▲ (14)           | Vietnam                        | 0,766    | ▲ 0,04           |
| 95        | ▼ (1)            | Turkmenistan                   | 0,764    | ▲ 0,02           |
| 96        | ▼ (3)            | Algerien                       | 0,763    | ▲ 0,018          |
| 97        | ▼ (12)           | Kuba                           | 0,762    | ▼ 0,002          |
| 98        | ▼ (1)            | Dominica                       | 0,761    | ▲ 0,021          |
| 99        | ▲ (3)            | Paraguay                       | 0,756    | ▲ 0,025          |
| 100       | ▲ (5)            | Ägypten                        | 0,754    | ▲ 0,026          |
| 100       | ▼ (1)            | Jordanien                      | 0,754    | ▲ 0,018          |
| 102       | ▲ (7)            | Libanon                        | 0,752    | ▲ 0,029          |
| 103       | ▲ (5)            | St. Lucia                      | 0,748    | ▲ 0,023          |
| 104       | ▼ (8)            | Mongolei                       | 0,747    | ▲ 0,006          |
| 105       | ▼ (4)            | Tunesien                       | 0,746    | ▲ 0,014          |
| 106       | ▲ (4)            | Südafrika                      | 0,741    | ▲ 0,024          |
| 107       | ▼ (1)            | Usbekistan                     | 0,74     | ▲ 0,013          |
| 108       | ▲ (12)           | Bolivien                       | 0,733    | ▲ 0,035          |
| 108       | ▲ (15)           | Gabun                          | 0,733    | ▲ 0,04           |
| 108       | ▼ (6)            | Marshallinseln                 | 0,733    | ▲ 0,002          |
| 111       | ▲ (3)            | Botswana                       | 0,731    | ▲ 0,023          |
| 111       | ▼ (7)            | Fidschi                        | 0,731    | ▲ 0,002          |
| 113       | ▼ (1)            | Indonesien                     | 0,728    | ▲ 0,015          |
| 114       | ▲ (10)           | Suriname                       | 0,722    | ▲ 0,032          |
| 115       | ▲ (3)            | Belize                         | 0,721    | ▲ 0,021          |
| 115       | ▼ (23)           | Libyen                         | 0,721    | ▼ 0,025          |
| 117       | ▼ (2)            | Jamaika                        | 0,72     | ▲ 0,014          |
| 117       | ▬                | Kirgisistan                    | 0,72     | ▲ 0,019          |
| 117       | ▼ (4)            | Philippinen                    | 0,72     | ▲ 0,01           |
| 120       | ▬                | Marokko                        | 0,71     | ▲ 0,012          |
| 121       | ▼ (2)            | Venezuela                      | 0,709    | ▲ 0,01           |
| 122       | ▼ (6)            | Samoa                          | 0,708    | ▲ 0,006          |
| 123       | ▲ (7)            | Nicaragua                      | 0,706    | ▲ 0,037          |
| 124       | ▼ (2)            | Nauru                          | 0,703    | ▲ 0,007          |

### Mittlere menschliche Entwicklung
| Rang 2023 | Änderung zu 2022 | Land oder Gebiet                   | HDI 2023 | Änderung zu 2022 |
| --------- | ---------------- | ---------------------------------- | -------- | ---------------- |
| 125       | ▬                | Bhutan                             | 0,698    | ▲ 0,017          |
| 126       | ▲ (16)           | Eswatini                           | 0,695    | ▲ 0,085          |
| 126       | ▲ (2)            | Irak                               | 0,695    | ▲ 0,022          |
| 128       | ▼ (2)            | Tadschikistan                      | 0,691    | ▲ 0,012          |
| 129       | ▲ (2)            | Tuvalu                             | 0,689    | ▲ 0,036          |
| 130       | ▼ (1)            | Bangladesch                        | 0,685    | ▲ 0,015          |
| 130       | ▲ (4)            | Indien                             | 0,685    | ▲ 0,041          |
| 132       | ▼ (5)            | El Salvador                        | 0,678    | ▲ 0,004          |
| 133       | ▬                | Äquatorialguinea                   | 0,674    | ▲ 0,024          |
| 133       | ▼ (22)           | Palästina                          | 0,674    | ▼ 0,042          |
| 135       | ▼ (4)            | Kap Verde                          | 0,668    | ▲ 0,007          |
| 136       | ▲ (6)            | Namibia                            | 0,665    | ▲ 0,055          |
| 137       | ▼ (1)            | Guatemala                          | 0,662    | ▲ 0,033          |
| 138       | ▲ (11)           | Republik Kongo                     | 0,649    | ▲ 0,056          |
| 139       | ▼ (1)            | Honduras                           | 0,645    | ▲ 0,016          |
| 140       | ▼ (3)            | Kiribati                           | 0,644    | ▲ 0,016          |
| 141       | ▬                | São Tomé und Príncipe              | 0,637    | ▲ 0,024          |
| 142       | ▲ (13)           | Osttimor                           | 0,634    | ▲ 0,068          |
| 143       | ▲ (2)            | Ghana                              | 0,628    | ▲ 0,026          |
| 143       | ▲ (3)            | Kenia                              | 0,628    | ▲ 0,027          |
| 145       | ▲ (1)            | Nepal                              | 0,622    | ▲ 0,021          |
| 146       | ▼ (6)            | Vanuatu                            | 0,621    | ▲ 0,007          |
| 147       | ▼ (8)            | Laos                               | 0,617    | ▼ 0,003          |
| 148       | ▲ (2)            | Angola                             | 0,616    | ▲ 0,025          |
| 149       | ▼ (14)           | Föderierte Staaten von Mikronesien | 0,615    | ▼ 0,019          |
| 150       | ▼ (6)            | Myanmar                            | 0,609    | ▲ 0,001          |
| 151       | ▼ (3)            | Kambodscha                         | 0,606    | ▲ 0,006          |
| 152       | ▬                | Komoren                            | 0,603    | ▲ 0,017          |
| 153       | ▲ (6)            | Simbabwe                           | 0,598    | ▲ 0,048          |
| 154       | ▼ (1)            | Sambia                             | 0,595    | ▲ 0,026          |
| 155       | ▼ (4)            | Kamerun                            | 0,588    | ▲ 0,001          |
| 156       | ▬                | Salomonen                          | 0,584    | ▲ 0,022          |
| 157       | ▲ (6)            | Elfenbeinküste                     | 0,582    | ▲ 0,048          |
| 157       | ▲ (2)            | Uganda                             | 0,582    | ▲ 0,032          |
| 159       | ▲ (2)            | Ruanda                             | 0,578    | ▲ 0,03           |
| 160       | ▼ (6)            | Papua-Neuguinea                    | 0,576    | ▲ 0,008          |
| 161       | ▲ (2)            | Togo                               | 0,571    | ▲ 0,024          |
| 162       | ▼ (5)            | Syrien                             | 0,564    | ▲ 0,007          |
| 163       | ▲ (1)            | Mauretanien                        | 0,563    | ▲ 0,023          |
| 164       | ▼ (3)            | Nigeria                            | 0,560    | ▲ 0,012          |
| 165       | ▲ (2)            | Tansania                           | 0,555    | ▲ 0,023          |
| 166       | ▼ (8)            | Haiti                              | 0,554    | ▲ 0,002          |
| 167       | ▲ (1)            | Lesotho                            | 0,55     | ▲ 0,029          |

### Geringe menschliche Entwicklung
| Rang 2023 | Änderung zu 2022 | Land oder Gebiet             | HDI 2023 | Änderung zu 2022 |
| --------- | ---------------- | ---------------------------- | -------- | ---------------- |
| 168       | ▼ (4)            | Pakistan                     | 0,544    | ▲ 0,004          |
| 169       | ▬                | Senegal                      | 0,530    | ▲ 0,013          |
| 170       | ▲ (4)            | Gambia                       | 0,524    | ▲ 0,029          |
| 171       | ▲ (9)            | Demokratische Republik Kongo | 0,522    | ▲ 0,041          |
| 172       | ▬                | Malawi                       | 0,517    | ▲ 0,009          |
| 173       | ▬                | Benin                        | 0,515    | ▲ 0,011          |
| 174       | ▲ (5)            | Guinea-Bissau                | 0,514    | ▲ 0,031          |
| 175       | ▼ (4)            | Dschibuti                    | 0,513    | ▼ 0,002          |
| 176       | ▼ (6)            | Sudan                        | 0,511    | ▼ 0,005          |
| 177       | ▬                | Liberia                      | 0,51     | ▲ 0,023          |
| 178       | ▼ (3)            | Eritrea                      | 0,503    | ▲ 0,01           |
| 179       | ▲ (2)            | Guinea                       | 0,5      | ▲ 0,029          |
| 180       | ▼ (4)            | Äthiopien                    | 0,497    | ▲ 0,005          |
| 181       | ▲ (1)            | Afghanistan                  | 0,496    | ▲ 0,034          |
| 182       | ▲ (1)            | Mosambik                     | 0,493    | ▲ 0,032          |
| 183       | ▼ (6)            | Madagaskar                   | 0,487    | ▲ 0,026          |
| 184       | ▲ (2)            | Jemen                        | 0,470    | ▲ 0,046          |
| 185       | ▼ (1)            | Sierra Leone                 | 0,467    | ▲ 0,009          |
| 186       | ▼ (1)            | Burkina Faso                 | 0,459    | ▲ 0,021          |
| 187       | ▬                | Burundi                      | 0,439    | ▲ 0,019          |
| 188       | ▬                | Mali                         | 0,419    | ▲ 0,009          |
| 188       | ▲ (1)            | Niger                        | 0,419    | ▲ 0,025          |
| 190       | ▼ (1)            | Tschad                       | 0,416    | ▲ 0,022          |
| 191       | ▬                | Zentralafrikanische Republik | 0,414    | ▲ 0,027          |
| 192       | ▲ (1)            | Somalia                      | 0,404    | ▲ 0,024          |
| 193       | ▼ (1)            | Südsudan                     | 0,388    | ▲ 0,007          |

### Im HDI nicht berücksichtigte Länder
Für folgende Länder und abhängige Gebiete wird kein Indexwert im Bericht über die menschliche Entwicklung veröffentlicht:
1. Kosovo
2. Macau
3. Monaco
4. Nordkorea
5. Puerto Rico
6. Taiwan
7. Vatikanstadt
8. Westsahara

## Die höchstentwickelten Länder seit 1975
Ein Rückblick auf die jährlichen Platzierungen beim Index der menschlichen Entwicklung zeigt, dass seit 1997 meist Norwegen Platz 1 einnahm:
- 1975 –  Schweiz (Wert 0,872)
- 1980 –  Schweiz (Wert 0,884)
- 1985 –  Kanada (Wert 0,904)
- 1990 –  Australien (Wert 0,866)
- 1991 –  Australien (Wert 0,867)[13]
- 1992 –  Australien (Wert 0,871)
- 1993 –  Australien (Wert 0,874)
- 1994 –  Norwegen (Wert 0,884)
- 1995 –  Australien (Wert 0,885)
- 1996 –  Australien/ Norwegen (beide Wert 0,888)
- 1997 –  Norwegen (Wert 0,895)
- 1998 –  Norwegen (Wert 0,906)
- 1999 –  Norwegen (Wert 0,911)
- 2000 –  Norwegen (Wert 0,917)[14]
- 2001 –  Norwegen (Wert 0,916)
- 2002 –  Norwegen (Wert 0,918)
- 2003 –  Norwegen (Wert 0,924)
- 2004 –  Norwegen (Wert 0,929)
- 2005 –  Norwegen (Wert 0,931)
- 2006 –  Norwegen (Wert 0,934)
- 2007 –  Island (Wert 0,937)
- 2008 –  Island (Wert 0,937)
- 2009 –  Norwegen (Wert 0,939)
- 2010 –  Norwegen (Wert 0,939)[14]
- 2011 –  Norwegen (Wert 0,941)[14]
- 2012 –  Norwegen (Wert 0,942)[14]
- 2013 –  Norwegen (Wert 0,945)[14]
- 2014 –  Norwegen (Wert 0,948)[14]
- 2015 –  Norwegen (Wert 0,949)
- 2016 –  Norwegen (Wert 0,951)
- 2017 –  Norwegen (Wert 0,953)
- 2018 –  Norwegen (Wert 0,954)
- 2019 –  Norwegen (Wert 0,957)
- 2020 –  Norwegen (Wert 0,959)
- 2021 –  Schweiz (Wert 0,962)
- 2022 –  Schweiz (Wert 0,967)
- 2023 –  Island (Wert 0,972)

Anmerkung: Die Berechnungsmethode des Index wurde ab 1990 verändert.

## Entwicklung der Länder nach HDI seit 1990

Entwicklung des HDI nach Weltregion von 1990 bis 2021
Welt
OECD-StaatenEntwicklungsländer:
Arabische Staaten
Ostasien und Pazifik
Europa und Zentralasien
Lateinamerika und Karibik
Südasien
Subsahara-Afrika

Folgende Liste gibt einen Überblick über die Entwicklung des Human Development Index verschiedener Länder seit dem Jahre 1990. Alle Werte sind nach der heutigen Berechnungsmethode ermittelt.
| Land oder Gebiet             | HDI-Score | HDI-Score | HDI-Score | HDI-Score | Änderung 1990–2017 |
| Land oder Gebiet             | 1990      | 2000      | 2010      | 2017      | Änderung 1990–2017 |
| ---------------------------- | --------- | --------- | --------- | --------- | ------------------ |
| Norwegen                     | 0,850     | 0,917     | 0,942     | 0,953     | ▲ 0,103            |
| Schweiz                      | 0,832     | 0,889     | 0,932     | 0,944     | ▲ 0,112            |
| Australien                   | 0,866     | 0,898     | 0,923     | 0,939     | ▲ 0,073            |
| Irland                       | 0,763     | 0,857     | 0,909     | 0,938     | ▲ 0,175            |
| Deutschland                  | 0,801     | 0,868     | 0,921     | 0,936     | ▲ 0,135            |
| Island                       | 0,802     | 0,860     | 0,891     | 0,935     | ▲ 0,133            |
| Schweden                     | 0,816     | 0,897     | 0,905     | 0,933     | ▲ 0,117            |
| Hongkong                     | 0,781     | 0,827     | 0,901     | 0,933     | ▲ 0,152            |
| Singapur                     | 0,718     | 0,819     | 0,909     | 0,932     | ▲ 0,214            |
| Niederlande                  | 0,829     | 0,876     | 0,910     | 0,931     | ▲ 0,101            |
| Dänemark                     | 0,799     | 0,863     | 0,910     | 0,929     | ▲ 0,130            |
| Kanada                       | 0,849     | 0,867     | 0,902     | 0,926     | ▲ 0,077            |
| Vereinigte Staaten           | 0,860     | 0,885     | 0,914     | 0,924     | ▲ 0,064            |
| Vereinigtes Königreich       | 0,775     | 0,867     | 0,905     | 0,922     | ▲ 0,147            |
| Finnland                     | 0,784     | 0,858     | 0,903     | 0,920     | ▲ 0,136            |
| Neuseeland                   | 0,818     | 0,869     | 0,899     | 0,917     | ▲ 0,099            |
| Belgien                      | 0,806     | 0,873     | 0,903     | 0,916     | ▲ 0,110            |
| Japan                        | 0,816     | 0,855     | 0,885     | 0,909     | ▲ 0,093            |
| Österreich                   | 0,795     | 0,838     | 0,895     | 0,908     | ▲ 0,113            |
| Israel                       | 0,792     | 0,853     | 0,887     | 0,903     | ▲ 0,111            |
| Südkorea                     | 0,728     | 0,817     | 0,884     | 0,903     | ▲ 0,175            |
| Frankreich                   | 0,779     | 0,849     | 0,882     | 0,901     | ▲ 0,122            |
| Spanien                      | 0,754     | 0,825     | 0,865     | 0,891     | ▲ 0,137            |
| Tschechien                   | 0,730     | 0,796     | 0,862     | 0,888     | ▲ 0,158            |
| Italien                      | 0,769     | 0,830     | 0,870     | 0,880     | ▲ 0,111            |
| Griechenland                 | 0,753     | 0,796     | 0,856     | 0,870     | ▲ 0,117            |
| Polen                        | 0,712     | 0,785     | 0,835     | 0,865     | ▲ 0,153            |
| Vereinigte Arabische Emirate | 0,727     | 0,798     | 0,836     | 0,863     | ▲ 0,136            |
| Katar                        | 0,754     | 0,809     | 0,827     | 0,856     | ▲ 0,102            |
| Saudi-Arabien                | 0,697     | 0,743     | 0,808     | 0,853     | ▲ 0,156            |
| Portugal                     | 0,711     | 0,785     | 0,822     | 0,847     | ▲ 0,136            |
| Chile                        | 0,701     | 0,759     | 0,808     | 0,843     | ▲ 0,142            |
| Ungarn                       | 0,704     | 0,769     | 0,823     | 0,838     | ▲ 0,134            |
| Argentinien                  | 0,704     | 0,771     | 0,813     | 0,825     | ▲ 0,121            |
| Russland                     | 0,734     | 0,720     | 0,780     | 0,816     | ▲ 0,082            |
| Bulgarien                    | 0,694     | 0,712     | 0,779     | 0,813     | ▲ 0,119            |
| Rumänien                     | 0,701     | 0,709     | 0,797     | 0,811     | ▲ 0,110            |
| Uruguay                      | 0,692     | 0,742     | 0,773     | 0,804     | ▲ 0,112            |
| Kuwait                       | 0,713     | 0,786     | 0,792     | 0,803     | ▲ 0,090            |
| Malaysia                     | 0,643     | 0,725     | 0,772     | 0,802     | ▲ 0,159            |
| Kasachstan                   | 0,690     | 0,685     | 0,765     | 0,800     | ▲ 0,110            |
| Iran                         | 0,577     | 0,670     | 0,755     | 0,798     | ▲ 0,221            |
| Costa Rica                   | 0,656     | 0,711     | 0,754     | 0,794     | ▲ 0,138            |
| Türkei                       | 0,579     | 0,655     | 0,734     | 0,791     | ▲ 0,212            |
| Panama                       | 0,659     | 0,719     | 0,758     | 0,789     | ▲ 0,130            |
| Serbien                      | 0,718     | 0,711     | 0,759     | 0,787     | ▲ 0,069            |
| Albanien                     | 0,645     | 0,669     | 0,741     | 0,785     | ▲ 0,140            |
| Kuba                         | 0,676     | 0,686     | 0,779     | 0,777     | ▲ 0,101            |
| Mexiko                       | 0,650     | 0,702     | 0,743     | 0,774     | ▲ 0,124            |
| Sri Lanka                    | 0,625     | 0,685     | 0,745     | 0,770     | ▲ 0,145            |
| Venezuela                    | 0,634     | 0,672     | 0,759     | 0,761     | ▲ 0,127            |
| Brasilien                    | 0,611     | 0,684     | 0,727     | 0,759     | ▲ 0,148            |
| Armenien                     | 0,631     | 0,647     | 0,728     | 0,755     | ▲ 0,124            |
| Thailand                     | 0,574     | 0,649     | 0,724     | 0,755     | ▲ 0,181            |
| Algerien                     | 0,577     | 0,644     | 0,729     | 0,754     | ▲ 0,177            |
| Volksrepublik China          | 0,502     | 0,594     | 0,706     | 0,752     | ▲ 0,250            |
| Ecuador                      | 0,643     | 0,670     | 0,715     | 0,752     | ▲ 0,109            |
| Ukraine                      | 0,705     | 0,671     | 0,733     | 0,751     | ▲ 0,046            |
| Peru                         | 0,611     | 0,678     | 0,717     | 0,750     | ▲ 0,139            |
| Kolumbien                    | 0,592     | 0,653     | 0,719     | 0,747     | ▲ 0,155            |
| Mongolei                     | 0,579     | 0,589     | 0,697     | 0,741     | ▲ 0,162            |
| Dominikanische Republik      | 0,598     | 0,657     | 0,702     | 0,736     | ▲ 0,138            |
| Jordanien                    | 0,617     | 0,702     | 0,728     | 0,735     | ▲ 0,118            |
| Tunesien                     | 0,569     | 0,653     | 0,716     | 0,735     | ▲ 0,166            |
| Paraguay                     | 0,598     | 0,643     | 0,696     | 0,726     | ▲ 0,128            |
| Usbekistan                   | k. A.     | 0,595     | 0,666     | 0,710     | –                  |
| Libyen                       | 0,677     | 0,727     | 0,755     | 0,706     | ▲ 0,029            |
| Philippinen                  | 0,586     | 0,624     | 0,665     | 0,699     | ▲ 0,113            |
| Südafrika                    | 0,618     | 0,630     | 0,649     | 0,699     | ▲ 0,081            |
| Ägypten                      | 0,546     | 0,611     | 0,665     | 0,696     | ▲ 0,150            |
| Indonesien                   | 0,528     | 0,606     | 0,661     | 0,694     | ▲ 0,166            |
| Vietnam                      | 0,475     | 0,579     | 0,654     | 0,694     | ▲ 0,219            |
| Bolivien                     | 0,536     | 0,608     | 0,649     | 0,693     | ▲ 0,157            |
| Irak                         | 0,572     | 0,607     | 0,649     | 0,685     | ▲ 0,113            |
| Marokko                      | 0,458     | 0,530     | 0,616     | 0,667     | ▲ 0,209            |
| Guatemala                    | 0,478     | 0,546     | 0,611     | 0,650     | ▲ 0,172            |
| Indien                       | 0,427     | 0,493     | 0,581     | 0,640     | ▲ 0,213            |
| Bangladesch                  | 0,387     | 0,468     | 0,545     | 0,608     | ▲ 0,221            |
| Ghana                        | 0,455     | 0,484     | 0,554     | 0,592     | ▲ 0,137            |
| Kenia                        | 0,468     | 0,451     | 0,543     | 0,590     | ▲ 0,122            |
| Sambia                       | 0,401     | 0,432     | 0,544     | 0,588     | ▲ 0,187            |
| Kambodscha                   | 0,364     | 0,420     | 0,537     | 0,582     | ▲ 0,218            |
| Angola                       | k. A.     | 0,387     | 0,520     | 0,581     | –                  |
| Myanmar                      | 0,358     | 0,431     | 0,530     | 0,578     | ▲ 0,220            |
| Nepal                        | 0,378     | 0,446     | 0,529     | 0,574     | ▲ 0,196            |
| Pakistan                     | 0,404     | 0,450     | 0,526     | 0,562     | ▲ 0,158            |
| Kamerun                      | 0,440     | 0,431     | 0,506     | 0,556     | ▲ 0,116            |
| Tansania                     | 0,370     | 0,395     | 0,493     | 0,538     | ▲ 0,168            |
| Syrien                       | 0,556     | 0,590     | 0,644     | 0,536     | ▼ 0,020            |
| Simbabwe                     | 0,491     | 0,440     | 0,467     | 0,535     | ▲ 0,044            |
| Nigeria                      | k. A.     | k. A.     | 0,484     | 0,532     | –                  |
| Ruanda                       | 0,250     | 0,335     | 0,485     | 0,524     | ▲ 0,274            |
| Uganda                       | 0,311     | 0,398     | 0,486     | 0,516     | ▲ 0,205            |
| Senegal                      | 0,367     | 0,380     | 0,456     | 0,505     | ▲ 0,138            |
| Sudan                        | 0,331     | 0,402     | 0,470     | 0,502     | ▲ 0,171            |
| Afghanistan                  | 0,301     | 0,346     | 0,463     | 0,498     | ▲ 0,197            |
| Elfenbeinküste               | 0,388     | 0,394     | 0,442     | 0,492     | ▲ 0,104            |
| Äthiopien                    | k. A.     | 0,283     | 0,412     | 0,463     | –                  |
| Liberia                      | k. A.     | 0,438     | 0,460     | 0,481     | –                  |
| Jemen                        | 0,399     | 0,443     | 0,498     | 0,452     | ▲ 0,053            |
| Demokratische Republik Kongo | 0,356     | 0,333     | 0,407     | 0,457     | ▲ 0,101            |
| Mosambik                     | 0,209     | 0,298     | 0,403     | 0,437     | ▲ 0,228            |
| Niger                        | 0,210     | 0,255     | 0,318     | 0,354     | ▲ 0,144            |

## Subnationale Regionen nach HDI
- Liste der australischen Bundesstaaten
- Liste der brasilianischen Bundesstaaten
- Liste der chinesischen Provinzen
- Liste der deutschen Bundesländer
- Liste der indischen Bundesstaaten
- Liste der iranischen Provinzen
- Liste der italienischen Regionen
- Liste der kanadischen Provinzen
- Liste der mexikanischen Bundesstaaten
- Liste der österreichischen Bundesländer
- Liste der polnischen Woiwodschaften
- Liste der russischen Föderationssubjekte
- Liste der Schweizer Regionen
- Liste der spanischen autonomen Gemeinschaften
- Liste der südafrikanischen Provinzen
- Liste der US-amerikanischen Bundesstaaten
- Liste der Regionen des Vereinigten Königreichs

## Weitere im Bericht über die menschliche Entwicklung veröffentlichte Indizes
Neben den Einzelkomponenten des Index der menschlichen Entwicklung werden im Bericht über die menschliche Entwicklung (englisch Human Development Report) auch Modifikationen des Index und zusätzliche Indizes ausgewiesen:
- Ungleichheitsbereinigter Index der menschlichen Entwicklung (Inequality-adjusted Human Development Index)
- Index der menschlichen Entwicklung, bereinigt um Belastungen für die Erde (PHDI: Planetary pressures–adjusted Human Development Index; erstmals im Report 2020 aufgeführt)[16]
- Index der geschlechtsspezifischen Entwicklung (GDI: Gender Development Index)
- Index der geschlechtsspezifischen Ungleichheit (GII: Gender Inequality Index)
- Multidimensionaler Armuts-Index: Entwicklungsländer (Multidimensional Poverty Index: developing countries)